# Pitcairnia pruinosa
Pitcairnia pruinosa är en gräsväxtart som beskrevs av Carl Sigismund Kunth. Pitcairnia pruinosa ingår i släktet Pitcairnia och familjen Bromeliaceae. Inga underarter finns listade i Catalogue of Life.